# میرزا رضا خان طباطبایی نایینی
میرزا رضا خان طباطبائی نایینی (۱۲۹۰ قمری - ششم بهمن ۱۳۱۰خورشیدی) نماینده دور دوم مجلس شورای ملی، وزیر عدلیه، وزیر معارف و دادستان کل کشور بود.

## تولد و تحصیلات
پدرش میرزا حسن خان مستوفی، حاکم بروجرد بود و هنگامی که از این شهر به نایین بازمی‌گشت، میرزا رضاخان در روستایی به نام حصار به دنیا آمد. این روستا در منطقه ای بود که آن زمان به آن ولایات ثلاث (سه‌گانه) می‌گفتند و شامل ملایر و نهاوند و تویسرکان می‌شد. مادرش از شاهزادگان قاجار دختر خانلر میرزا احتشام الدوله پسر عباس میرزا نایب السلطنه بود. میرزا رضا تحصیل را در شهر خود نایین آغاز کرد و در اصفهان ادامه داد. سپس به تهران رفت و دوره مدرسه آمریکایی را به پایان رسانید.

## فعالیتهای ادبی و مطبوعاتی
رضا خان نایینی در انجمن شورای مقدس ملی اصفهان فعال بود و روزنامه‌نگاری را در ۲۴ سالگی در روزنامه این انجمن آغاز کرد و با روزنامهٔ ندای وطن به سردبیری مجدالاسلام کرمانی ادامه داد. سپس در تهران اولین شماره روزنامه تیاتر را در سه شنبه چهارم ربیع الاول ۱۳۲۶ هجری قمری (پانزدهم اردیبهشت ۱۲۸۷ خورشیدی) منتشر کرد. بعد از آن اقدام به انتشار روزنامهٔ تیاتر کرد که نخستین روزنامه هنری ایران بود. میرزا رضاخان شیوه نویی در نشریه تیاتر بنیان گذاشت: روزنامه و تئاتر را تلفیق و ادبیات جدیدی وارد فضای روزنامه‌نگاری ایران کرد. نوشته‌های انتقادی خود را در قالب نمایشنامه می‌نوشت، شیوه‌ای که برای خوانندگان جذاب بود و موجب می‌شد محتوای نشریه برای مخاطبان انتزاعی نباشد. او ظرف دو ماه و نیم دوازده شماره از تیاتر را منتشر کرد تا اینکه در جریان به توپ بستن مجلس، دفتر روزنامه تیاتر (در خیابان اکباتان امروزی) نیز تخریب و انتشار نشریه متوقف شد.

## فعالیت‌های سیاسی و قضائی
نائینی پس از استبداد صغیر و با عزل محمد علیشاه به عدلیه پیوست و وارد کار قضائی شد. سپس به نمایندگی از مردم نائین و یزد، به مجلس دوم رفت. انتخابات یزد مدتها به طول انجامید و اعتبارنامه او حدود یک سال پس از تشکیل مجلس در ۲۶ شهریور ۱۲۸۹ به تصویب رسید. پس از پایان کار مجلس به عدلیه بازگشت و مدارج ترقی را طی کرد تا اینکه در ۲۵ بهمن ۱۳۰۰ عبدالحسین تیمورتاش که برای نخستین بار وزیرعدلیه شده بود، او را معاون خود کرد. میرزا رضاخان سپس تا وزارت عدلیه و وزارت معارف پیش رفت و سرانجام به سمت دادستانی کل کشور رسید. از کارهای مهم و ماندگار او محاکمهٔ احمدشاه به جرم احتکار گندم تهران بود.
میرزا رضاخان در ششم بهمن ۱۳۱۰ درگذشت. کتابخانه شخصی او پس از کتابخانه حاج حسین آقا ملک دومین کتابخانه بزرگ تهران به حساب می‌آمد. پس از مرگ او، تنها دخترش که تنها فرزند او بود، با تشویق عمویش میرزا مرتضی قلی خان این کتابخانه وقف آستانه حضرت رضا کرد.